# 基多縣

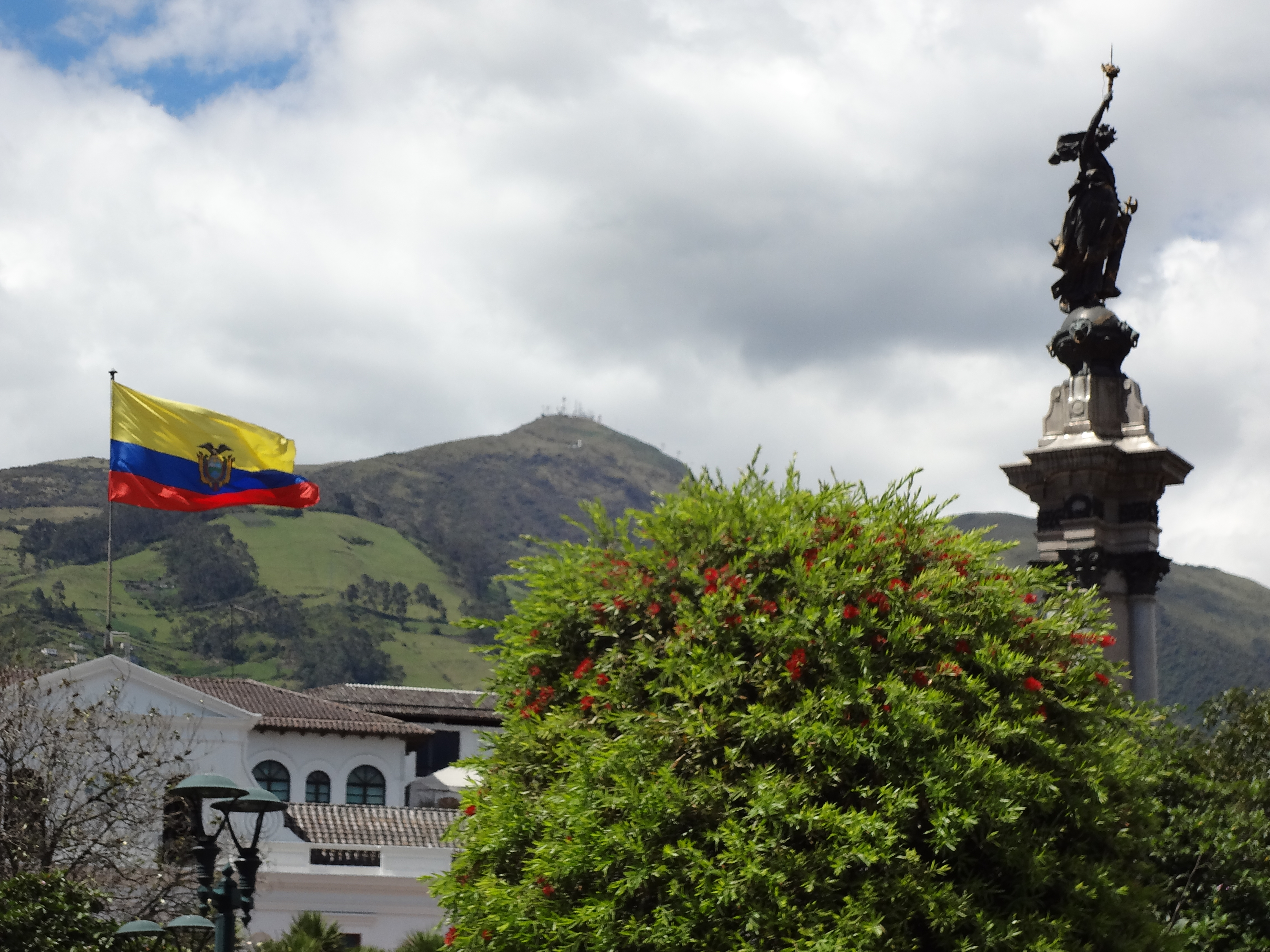

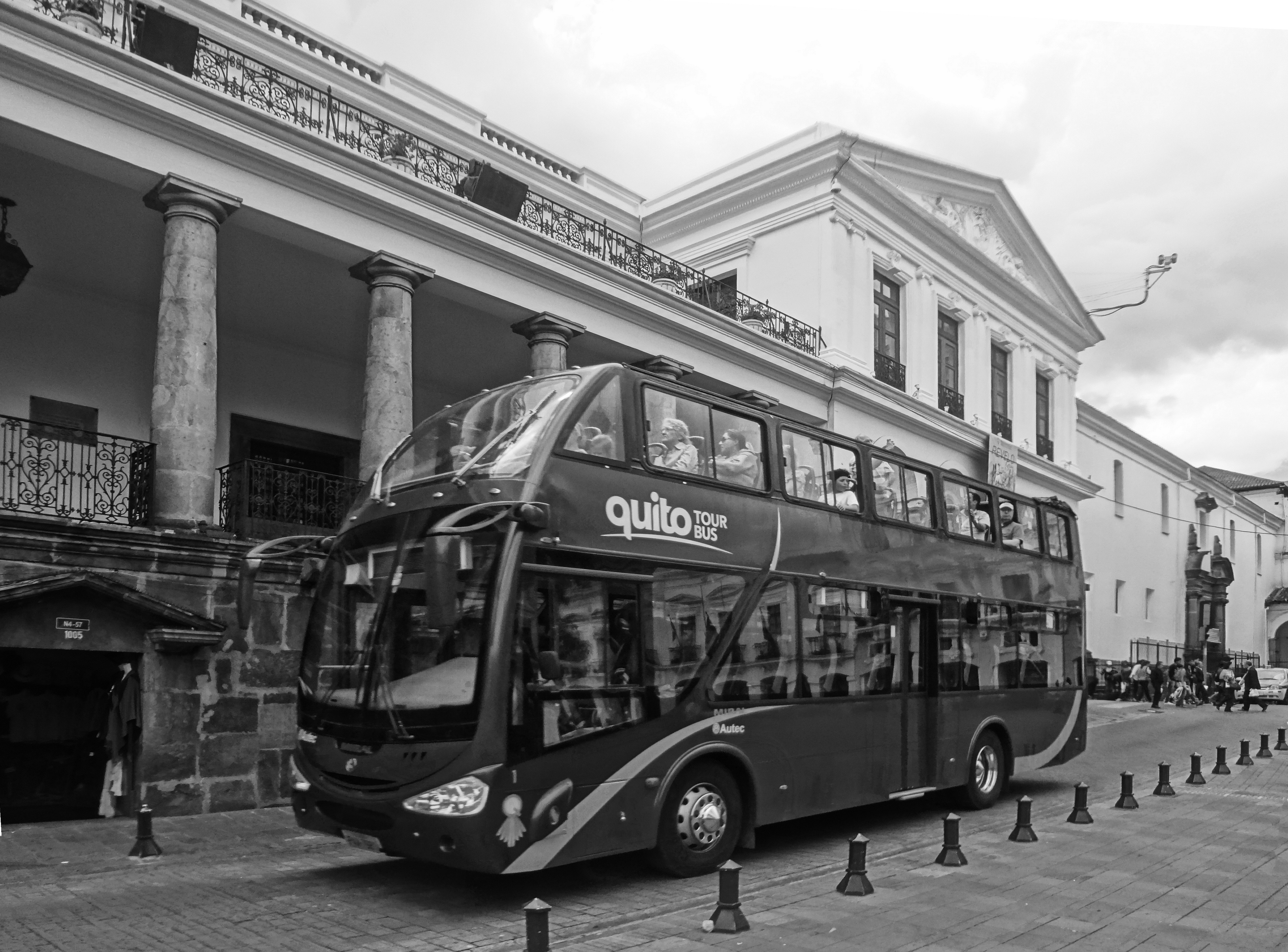

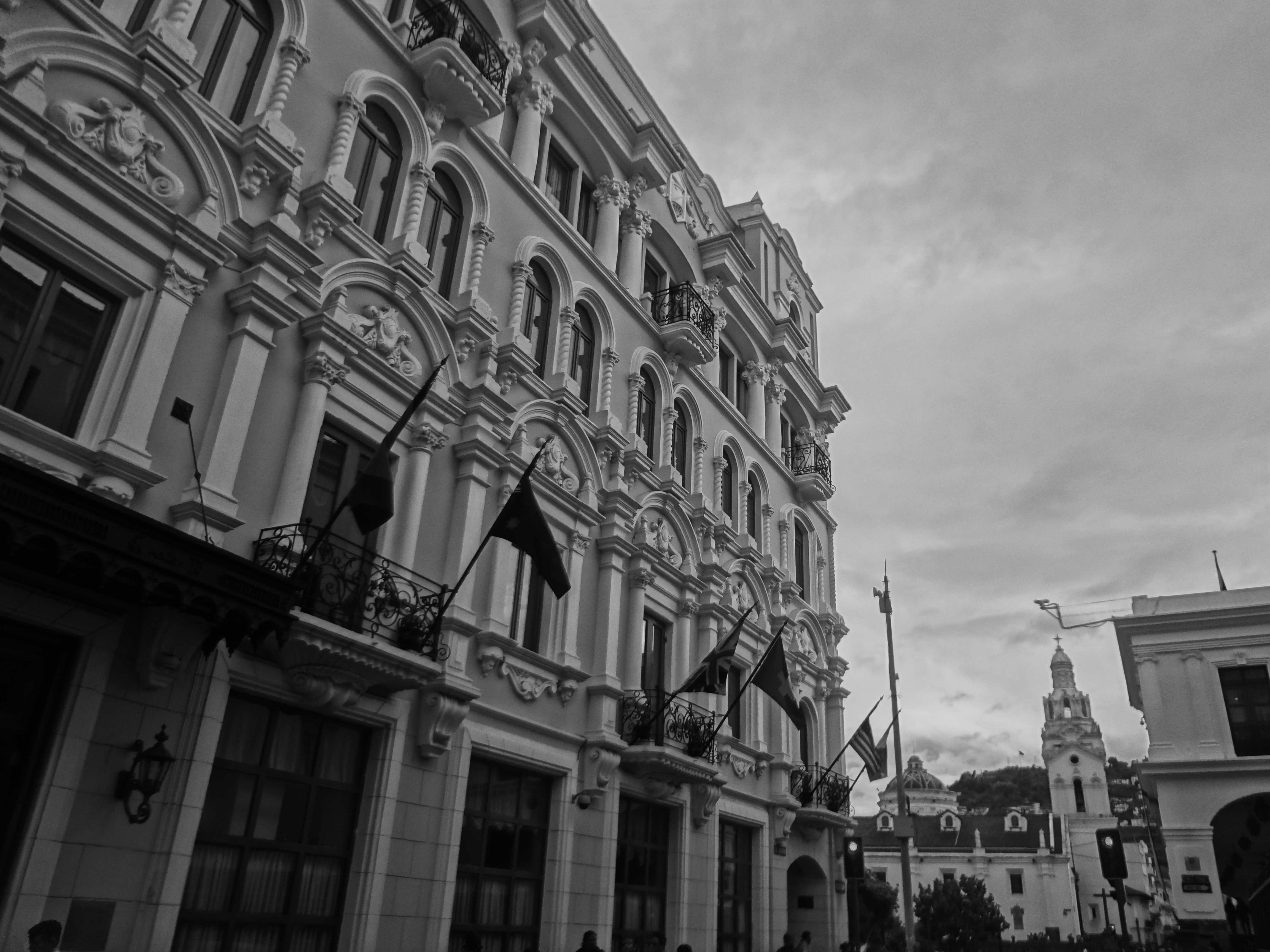

基多縣（西班牙語：Distrito Metropolitano de Quito），是厄瓜多爾的縣份，位於該國北部，由皮欽查省負責管轄，始建於1534年12月6日，面積4,204平方公里，海拔高度2,850米，2014年人口2,505,344，人口密度每平方公里592.2人。